# Pensarn
Pensarn – wieś leżąca na przedmieściach miasta Abergele, położona w hrabstwie Conwy, w Walii.